# Liste der Gebietsänderungen in Nordrhein-Westfalen 1973
Die Liste der Gebietsänderungen in Nordrhein-Westfalen 1973 enthält wichtige Änderungen der Gemeindegebiete des Landes Nordrhein-Westfalen in der Zeit vom 1. Januar 1973 bis zum 31. Dezember 1973. Dazu zählen unter anderem Zusammenschlüsse und Trennungen von Gemeinden, Eingliederungen von Gemeinden in eine andere, Änderungen des Gemeindenamens und größere Umgliederungen von Teilen einer Gemeinde in eine andere.

## Legende
- Datum: juristisches Wirkungsdatum der Gebietsänderung
- Gemeinde vor der Änderung: Gemeinde vor der Gebietsänderung
- Maßnahme: Art der Änderung
- Gemeinde nach der Änderung: Gemeinde nach der Gebietsänderung
- Kreis: Kreis der Gemeinde nach der Gebietsänderung

Die Sortierung erfolgt chronologisch: Datum, kreisfreie Städte, Landkreise, aufnehmende oder neu gebildete Gemeinde. Heute noch bestehende Gemeinden sind farbig unterlegt.

## Liste
| Datum      | Gemeinde vor der Änderung | Maßnahme                                                                             | Gemeinde nach der Änderung                                                           | Kreis                                                                                |
| ---------- | --- | ------------------------------------------------------------------------------------ | ------------------------------------------------------------------------------------ | ------------------------------------------------------------------------------------ |
| 01.01.1973 | Kreisneugliederung 52 Kreise, 34 kreisfreie Städte → 48 Kreise, 34 kreisfreie Städte | Kreisneugliederung 52 Kreise, 34 kreisfreie Städte → 48 Kreise, 34 kreisfreie Städte | Kreisneugliederung 52 Kreise, 34 kreisfreie Städte → 48 Kreise, 34 kreisfreie Städte | Kreisneugliederung 52 Kreise, 34 kreisfreie Städte → 48 Kreise, 34 kreisfreie Städte |
| 01.01.1973 | Altenhagen Babenhausen Brackwede Brake Brönninghausen Gadderbaum Großdornberg Heepen Hillegossen Hoberge-Uerentrup Jöllenbeck Kirchdornberg Lämershagen-Gräfinghagen Milse Niederdornberg-Deppendorf Oldentrup Schröttinghausen Senne I Sennestadt Theesen Ubbedissen Vilsendorf           | Eingliederung                                                                        | Bielefeld                                                                            | –                                                                                    |
| 01.01.1973 | Häger (28 ha) Isingdorf (1 ha) Spenge (134 ha), aus Lenzinghausen Steinhagen (89 ha) | Umgliederung                                                                         | Bielefeld                                                                            | –                                                                                    |
| 01.01.1973 | Theenhausen (1 ha) | Umgliederung                                                                         | Borgholzhausen                                                                       | Gütersloh                                                                            |
| 01.01.1973 | Senne I (70 ha) | Umgliederung                                                                         | Gütersloh                                                                            | Gütersloh                                                                            |
| 01.01.1973 | Bokel Halle (Westf.) Hesseln Hörste Kölkebeck Künsebeck | Zusammenschluss                                                                      | Halle (Westf.)                                                                       | Gütersloh                                                                            |
| 01.01.1973 | Amshausen (145 ha) Borgholzhausen (2 ha), aus Wichlinghausen Brockhagen (225 ha) Theenhausen (16 ha) | Umgliederung                                                                         | Halle (Westf.)                                                                       | Gütersloh                                                                            |
| 01.01.1973 | Greffen Harsewinkel Marienfeld | Zusammenschluss                                                                      | Harsewinkel                                                                          | Gütersloh                                                                            |
| 01.01.1973 | Amshausen Brockhagen Steinhagen | Zusammenschluss                                                                      | Steinhagen                                                                           | Gütersloh                                                                            |
| 01.01.1973 | Hoberge-Uerentrup (115 ha) | Umgliederung                                                                         | Steinhagen                                                                           | Gütersloh                                                                            |
| 01.01.1973 | Bockhorst Hesselteich Loxten Oesterweg Peckeloh Versmold | Zusammenschluss                                                                      | Versmold                                                                             | Gütersloh                                                                            |
| 01.01.1973 | Kölkebeck (1 ha) | Umgliederung                                                                         | Versmold                                                                             | Gütersloh                                                                            |
| 01.01.1973 | Häger Isingdorf Rotenhagen Rotingdorf Theenhausen Werther (Westf.) | Zusammenschluss                                                                      | Werther (Westf.)                                                                     | Gütersloh                                                                            |
| 01.01.1973 | Borgholzhausen (1 ha), aus Barnhausen Halle (Westf.) (5 ha) Schröttinghausen (248 ha), eigener Ortsteil in Werther (Westf.) | Umgliederung                                                                         | Werther (Westf.)                                                                     | Gütersloh                                                                            |
| 01.01.1973 | Bad Oeynhausen Dehme Eidinghausen Lohe Rehme Volmerdingsen Werste Wulferdingsen | Zusammenschluss                                                                      | Bad Oeynhausen                                                                       | Minden-Lübbecke                                                                      |
| 01.01.1973 | Löhne (62 ha), aus Gohfeld Rothenuffeln (4 ha) | Umgliederung nach                                                                    | Bad Oeynhausen                                                                       | Minden-Lübbecke                                                                      |
| 01.01.1973 | Alswede Espelkamp Fabbenstedt Frotheim Isenstedt Vehlage | Zusammenschluss                                                                      | Espelkamp                                                                            | Minden-Lübbecke                                                                      |
| 01.01.1973 | Destel (14 ha) Hedem (14 ha) Lashorst (5 ha) Lübbecke (1 ha) Rahden (27 ha) Tonnenheide (964 ha), Schmalge Twiehausen (13 ha) Varl (7 ha) | Umgliederung                                                                         | Espelkamp                                                                            | Minden-Lübbecke                                                                      |
| 01.01.1973 | Eickhorst Hartum Hille Holzhausen II Nordhemmern Oberlübbe Rothenuffeln Südhemmern Unterlübbe | Zusammenschluss                                                                      | Hille                                                                                | Minden-Lübbecke                                                                      |
| 01.01.1973 | Hahlen (161 ha) | Umgliederung nach                                                                    | Hille                                                                                | Minden-Lübbecke                                                                      |
| 01.01.1973 | Ahlsen-Reineberg Bröderhausen Büttendorf Holsen Huchzen Hüllhorst Oberbauerschaft Schnathorst Tengern | Zusammenschluss                                                                      | Hüllhorst                                                                            | Minden-Lübbecke                                                                      |
| 01.01.1973 | Blasheim (1 ha), Holzhausen (29 ha), Lübbecke (1 ha) Nettelstedt (26 ha) | Umgliederung                                                                         | Hüllhorst                                                                            | Minden-Lübbecke                                                                      |
| 01.01.1973 | Blasheim Eilhausen Gehlenbeck Lübbecke Nettelstedt | Zusammenschluss                                                                      | Lübbecke                                                                             | Minden-Lübbecke                                                                      |
| 01.01.1973 | Ahlsen-Reineberg (100 ha) Alswede (280 ha) Frotheim (15 ha) Hedem (2 ha) Holzhausen (18 ha) Isenstedt (331 ha) Oberbauerschaft (3 ha) | Umgliederung                                                                         | Lübbecke                                                                             | Minden-Lübbecke                                                                      |
| 01.01.1973 | Aminghausen Bölhorst Dankersen Dützen Haddenhausen Häverstädt Hahlen Kutenhausen Leteln Meißen Päpinghausen Stemmer Todtenhausen | Eingliederung                                                                        | Minden                                                                               | Minden-Lübbecke                                                                      |
| 01.01.1973 | Barkhausen a. d. Porta (35 ha) Hartum (23 ha) Holzhausen II (218 ha) Neesen (173 ha) | Umgliederung                                                                         | Minden                                                                               | Minden-Lübbecke                                                                      |
| 01.01.1973 | Bierde Buchholz Döhren Eldagsen Friedewalde Frille Gorspen-Vahlsen Großenheerse Hävern Heimsen Ilse Ilserheide Ilvese Jössen Lahde Maaslingen Meßlingen Neuenknick Ovenstädt Petershagen Quetzen Raderhorst Rosenhagen Schlüsselburg Seelenfeld Südfelde Wasserstraße Wietersheim Windheim | Zusammenschluss                                                                      | Petershagen                                                                          | Minden-Lübbecke                                                                      |
| 01.01.1973 | Barkhausen an der Porta Costedt Eisbergen Hausberge an der Porta Holtrup Holzhausen an der Porta Kleinenbremen Lerbeck Lohfeld Möllbergen Nammen Neesen Veltheim Vennebeck Wülpke | Zusammenschluss                                                                      | Porta Westfalica                                                                     | Minden-Lübbecke                                                                      |
| 01.01.1973 | Börninghausen Engershausen Getmold Harlinghausen Hedem Holzhausen Lashorst Offelten Preußisch Oldendorf Schröttinghausen | Zusammenschluss                                                                      | Preußisch Oldendorf                                                                  | Minden-Lübbecke                                                                      |
| 01.01.1973 | Blasheim (119 ha) | Umgliederung                                                                         | Preußisch Oldendorf                                                                  | Minden-Lübbecke                                                                      |
| 01.01.1973 | Kleinendorf Preußisch Ströhen Rahden Sielhorst Tonnenheide Varl Wehe | Zusammenschluss                                                                      | Rahden                                                                               | Minden-Lübbecke                                                                      |
| 01.01.1973 | Espelkamp (14 ha) Oppendorf (1 ha) Oppenwehe (205 ha) Twiehausen (50 ha) Vehlage (1 ha) | Umgliederung                                                                         | Rahden                                                                               | Minden-Lübbecke                                                                      |
| 01.01.1973 | Arrenkamp Destel Dielingen Drohne Haldem Levern Niedermehnen Oppendorf Oppenwehe Sundern Twiehausen Wehdem Westrup | Zusammenschluss                                                                      | Stemwede                                                                             | Minden-Lübbecke                                                                      |
| 01.01.1973 | Getmold (7 ha) Lashorst (17 ha) Schröttinghausen (65 ha) Sielhorst (7 ha) Varl (60 ha) Vehlage (5 ha) | Umgliederung                                                                         | Stemwede                                                                             | Minden-Lübbecke                                                                      |

## Quelle
- Statistisches Bundesamt (Hrsg.): Historisches Gemeindeverzeichnis für die Bundesrepublik Deutschland. Namens-, Grenz- und Schlüsselnummernänderungen bei Gemeinden, Kreisen und Regierungsbezirken vom 27.5.1970 bis 31.12.1982. W. Kohlhammer, Stuttgart / Mainz 1983, ISBN 3-17-003263-1, S. 291 ff. (Statistische Bibliothek des Bundes und der Länder [PDF; 41,1 MB]).